# Дудник, Фёдор Федотович
Фёдор Федотович Дудник (8 августа 1910 — 24 сентября 1986) — штурман звена 5-го гвардейского авиационного полка 50-й авиационной дивизии 6-го авиационного корпуса дальнего действия, гвардии капитан, Герой Советского Союза.

## Биография
Родился 8 августа 1910 года в селе Луциковка (ныне — Белопольского района Сумской области (Украина)) в семье крестьянина. Украинец. Член ВКП(б)/КПСС с 1940 года. Окончив неполную среднюю школу, трудился в домашнем хозяйстве. С 1927 года работал на машиностроительных заводах в городе Сумы и в городе Краматорск Донецкой области.
В Красной Армии с 1933 года. Был направлен в Харьковскую школу червоных старшин. В 1937 году окончил Киевское артиллерийское училище, в 1938 году — Харьковскую военно-авиационную школу летчиков-наблюдателей.
С 1938 года служил в бомбардировочной авиации. Участник советско-финляндской войны 1939—1940 годов.
Участник Великой Отечественной с первых её дней. Защищал Киев и Москву, сражался в небе Кавказа и Ленинграда. Наносил бомбовые удары по вражеским войскам на Курской дуге.
Штурман звена 5-го гвардейского авиационного полка (50-я авиационная дивизия, 6-й авиационный корпус дальнего действия) гвардии капитан Фёдор Дудник к апрелю 1943 года совершил 289 боевых вылетов на бомбардировку вражеских объектов в Новороссийске, Севастополе, Керчи и других.
Указом Президиума Верховного Совета СССР от 18 сентября 1943 года за образцовое выполнение боевых заданий командования на фронте борьбы с немецко-фашистскими захватчиками и проявленные при этом мужество и героизм, гвардии капитану Дуднику Фёдору Федотовичу присвоено звание Героя Советского Союза с вручением ордена Ленина и медали «Золотая Звезда» (№ 1701).
После войны окончил Высшую офицерскую летно-тактическую школу командиров авиации дальнего действия (АДД). С 1949 года подполковник Ф. Ф. Дудник — в запасе. Жил в городе Сумы (Украина). Избирался депутатом городского Совета.
Умер 24 сентября 1986 года. Похоронен на Засумском кладбище в Сумах.

## Награды
- орден Ленина
- орден Ленина
- орден Красного Знамени
- орден Отечественной войны 1-й степени
- орден Отечественной войны 1-й степени
- орден Красной Звезды
- медали

## Память
- В селе Луциковка установлен барельеф Герою
- в городе Сумы на доме 25 по улице Соборная, в котором жил Герой — мемориальная доска.
- в городе Сумы в начале улицы имени Героев Сталинграда создана аллея Славы, где представлены портреты 39 Героев Советского Союза, чья судьба связана с городом Сумы и Сумским районом, среди которых и портрет Героя Советского Союза Ф. Ф. Дудника.
- имя Героя выбито на памятном знаке землякам-героям в городе Белополье.

## Вклад в победу
Летчики авиации дальнего действия, в которой служил Федор Дудник, наносили уничтожающие удары по аэродромам, железнодорожным узлам, резервам противника в глубоком тылу. Большая роль в успешном выполнении боевых заданий принадлежала штурманам.
Гвардии капитан Дудник отлично водил самолёты в сложных погодных условиях и в любое время суток. С 26 июня 1941 года по 22 сентября 1942 года он летал штурманом в составе экипажа известного летчика авиации дальнего действия дважды Героя Советского Союза майора Тарана. За этот период экипаж совершил 159 боевых вылетов и сбросил на вражеские объекты сотни тонн бомб, уничтожив 19 танков, более 30 автомашин, 12 самолётов на аэродромах и 6 — в воздушных боях, несколько зенитных орудий и складов с боеприпасами.
Боевой летчик вспоминает: «Был октябрь 1941 года. Разведка донесла, что у одного населенного пункта в районе Синельниково сосредоточилась большая группа вражеских танков и пехота. Для нанесения бомбового удара командование полка выделило пять самолетов. Ведущим был капитан П. А. Таран, штурманом — я. Сделав круг над своим аэродромом, бомбардировщики взяли курс на цель. Низкая облачность и моросящий дождь затрудняли ориентировку. Но все мы точно вышли на цель. Наши самолеты были встречены сильным зенитным огнём. Я вел боковую наводку и прицеливание. „Только бы не промахнуться“,— было на уме.
Нажал боевую кнопку. В гущу вражеских танков полетели бомбы. После второго разворота мы вновь атаковали врага. Теперь по фашистам ударил шквал пулемётных очередей. Выполнив задание, бомбардировщики вернулись без потерь на свой аэродром».
Шел июнь 1942 года. На рассвете бомбардировщик, где штурманом был Ф. Ф. Дудник, вылетел на разведку. После фотографирования вражеских объектов в районе Мариуполя самолёт взял курс на свой аэродром. И в этот момент в воздухе появилось до десятка вражеских истребителей. Наш самолёт оказался в критическом положении. Спасло мастерство командира, мужество всех членов экипажа. Ведя непрерывный огонь, искусно маневрируя по высоте и скорости, летчикам удалось вырваться из клещей и благополучно посадить поврежденную машину на своей базе. Командованию были переданы ценные фотоснимки. Ночью наша авиация успешно нанесла бомбовые удары по заводу, где немцы ремонтировали свои танки.
С сентября 1942 года по апрель 1943 года советские войска вели ожесточенные бои с врагом на юге страны. Фашистское командование сконцентрировало на аэродромах Крыма и Тамани большое количество самолётов. На этом участке фронта пришлось действовать и экипажу машины, где штурманом был гвардии капитан Дудник.
12 марта 1943 года под сильным зенитным огнём противника Ф. Ф. Дудник вывел свой бомбардировщик точно на цель — железнодорожный узел в Керчи. Сброшенными бомбами было вызвано три больших пожара, разрушено железнодорожное полотно. Через несколько дней экипаж бомбардировщика уничтожил на вражеском аэродроме два самолёта.
В ночь с 7 на 8 августа экипаж бомбардировщика, в составе которого находился Ф. Ф. Дудник, выполнял ответственную боевую задачу: необходимо было установить сосредоточение самолётов противника на одном из аэродромов. Когда самолёт находился в непосредственной близости от разведываемого объекта, его атаковали истребители врага. Однако летчики продолжали идти на цель. Бомбы, сброшенные нашим экипажем, вызвали пожары: загорелись два самолёта и цистерна с горючим. Была повреждена взлетная полоса. Успешно выполнив задание, бомбардировщик, преследуемый истребителями, с большим трудом перелетел линию фронта и приземлился в расположении наших войск. Все члены экипажа были ранены, а самолёт получил более пятисот пробоин.
18 августа 1943 года войска Южного фронта перешли в наступление. Началось освобождение Донбасса. В эти дни Ф. Ф. Дудник, как и другие летчики, совершал по 3-4 вылета в день. Мощные бомбовые удары наносились по вражеским укреплениям на рубеже реки Миус. Отважный штурман принимал участие в уничтожении эшелонов противника и бомбежках железнодорожного узла Волноваха. 7 сентября дивизия, в которой воевал Дудник, нанесла массированный удар по железнодорожному узлу Пологи. За два боевых вылета она уничтожила 8 эшелонов с войсками, боеприпасами и горючим. Весь личный состав, участвовавший в выполнении задания, был награждён боевыми орденами.
Вспоминая бои за освобождение Донбасса, бывший командир 50-й Крымской Краснознаменной авиационной дивизии дальнего действия генерал-майор в отставке Ф. Меньшиков рассказывал: «Хотя наши аэродромы часто блокировались противником, боевая работа дивизии не прекращалась ни на одну ночь. Бывали такие напряженные условия, когда летчики отдыхали от боевой работы поочередно, лишь по нескольку часов, не снимая с себя летного обмундирования. Гул моторов на аэродромах не умолкал круглые сутки. За период обороны и освобождения Донбасса дивизия совершила 1642 боевых вылета, сбросила на врага 1800 тысяч килограммов бомб, уничтожив 80 железнодорожных узлов и станций».
В годы войны Федор Федотович совершил 312 боевых вылетов, бомбил вражеские объекты в Новороссийске, в Севастополе, на Сапун-горе, в Керчи, Одессе, Пловдиве, Будапеште, Бухаресте, Варшаве, принимал участие в штурме Берлина и уничтожении вражеской группировки под Прагой. Экипаж бомбардировщика уничтожил 33 танка, свыше 50 автомашин, около 40 самолётов на аэродромах и 7 — в воздушных боях, много складов. 25 апреля 1945 года Ф. Ф. Дудник в составе 5-го гвардейского авиационного бомбардировочного полка принимал участие в нанесении бомбового удара по аэродрому Люббен, где располагалась вражеская авиация, прикрывавшая Берлин. В телеграмме командующего 1-м Белорусским фронтом Маршала Советского Союза Г. К. Жукова командиру авиаполка говорилось: «Объявляю благодарность всему летному составу, который принимал участие в выполнении боевой задачи. На аэродроме уничтожено 79 самолетов и 355 человек летно-технического состава противника».